# Ricardo Romera
Ricardo Bernabé Romera (La Plata, Buenos Aires, Argentina; 20 de agosto de 1947 - 12 de noviembre de 2000) fue un futbolista argentino que se desempeñaba como portero.

## Trayectoria
Comenzó su carrera en las divisiones inferiores de Gimnasia y Esgrima La Plata.
En 1967 se coronó campeón del Torneo Promocional con Gimnasia, y un año después tuvo su debut en la máxima categoría del fútbol argentino. Durante su carrera, jugó en varios equipos de Argentina, como Rosario Central y Banfield, y también tuvo experiencias en el exterior.
En 1970 se trasladó a Ecuador para jugar en la Universidad Católica, donde se destacó por sus buenas actuaciones en el campo de juego. Allí permaneció durante cuatro temporadas, hasta 1974, cuando se incorporó al Oro de Jalisco de México.
Sin embargo, uno de los momentos más destacados de su carrera llegó cuando se incorporó al Santos de Brasil, donde compartió equipo con el legendario Pelé durante las temporadas 1977 y 1978.
Falleció el 12 de noviembre de 2000 a los 53 años.

## Clubes
| Club                 | País      | Año       |
| -------------------- | --------- | --------- |
| Gimnasia             | Argentina | 1964-1968 |
| Rosario Central      | Argentina | 1968      |
| Banfield             | Argentina | 1969      |
| Universidad Católica | Ecuador   | 1970-1974 |
| Oro de Jalisco       | México    | 1974-1975 |
| Santos               | Brasil    | 1976-1978 |

## Palmarés

### Campeonatos nacionales
| Título             | Club     | País      | Año  |
| ------------------ | -------- | --------- | ---- |
| Torneo Promocional | Gimnasia | Argentina | 1967 |